# Semestercharmören
Semestercharmören var ett svenskt TV-program producerat av SVT, som hade premiär 2003.
Stefan Odelberg åkte runt i sin jeep och besökte svenskar som semestrar. Bland båtar, husvagnar och på sandstränder dök han upp när man minst anade det och underhöll med sina magiska händer. Gotland, Mölle, Mollösund, Kivik och Ales stenar är några av platserna som Stefan Odelberg besökte.
Totalt gjordes det sex program som sändes med repriser totalt 24 gånger.